# Jeedarahalli, Chintamani
Jeedarahalli là một làng thuộc tehsil Chintamani, huyện Chikkaballapur, bang Karnataka, Ấn Độ.